# Габрієле
Габрієле (словен. Gabrijele) — поселення в общині Севниця, Споднєпосавський регіон, Словенія. Висота над рівнем моря: 285,3 м.